# Croix de chemin d'Aragon
La croix de chemin d'Aragon est une croix située à Aragon, en France.

## Localisation
La croix est située sur la commune d'Aragon, dans le département français de l'Aude.

## Historique
L'édifice est classé au titre des monuments historiques en 1932.